# La Mascotte
Pour les articles homonymes, voir Mascotte (homonymie).
La Mascotte est un opéra-comique en trois actes d'Edmond Audran, sur un livret d'Henri Chivot et d'Alfred Duru, créé au théâtre des Bouffes-Parisiens le 29 décembre 1880. 
L'œuvre connut un succès immédiat, en particulier en raison de son "duo des moutons et des dindons" célèbre aujourd’hui encore. En seulement cinq ans, plus de 1000 représentations furent données.
Une reprise du spectacle a été montée au théâtre des Bouffes Parisiens en 1883 et 1889, un film a été réalisé en 1935 avec Germaine Roger, Lucien Baroux, Dranem et Lestelly.

## Argument
Située au XVIIe siècle, l'action est centrée sur le personnage de Bettina, qui est une « mascotte » (mot venant du provençal, et signifiant à l'origine sorcière), c'est-à-dire, comme l'explique un des airs du premier acte, qu'elle porte chance à tous ceux qui l'ont prise à leur service, à condition qu'elle reste vierge. Depuis qu'elle travaille (comme gardienne de dindons) pour le fermier Rocco, ce dernier a vu ses affaires prospérer. Elle est amoureuse de son berger Pippo qui le lui rend bien, et tout irait pour le mieux pour tous, mais  hélas, le prince Laurent XVII, grand malchanceux, vient à passer et à apprendre toute l'histoire. Il l'engage et va tout faire pour qu'elle conserve son pucelage.

### Acte I
Bettina, gardeuse de dindons, est également une mascotte. c'est-à-dire qu'elle apporte à celui qui la possède bonheur et réussite tant qu’elle restera chaste et pure. Elle-même ignore ses dons. Elle est amoureuse du berger Pippo et projette de l'épouser. Rocco, le fermier qui fait travailler Pippo est connu pour sa malchance chronique.
Bettina est cédée à Rocco, mais celui-ci n’a guère le temps de profiter de ses dons. En effet, le Prince Laurent XVII, autre grand malchanceux, s’arrête à la ferme pour se rafraîchir, en compagnie de sa fille Fiametta et de son futur gendre Fritellini. Surprenant par hasard le secret de la jeune fille, il s’empresse de lui inventer de nobles aïeux et l’emmène à sa Cour.

### Acte II
Depuis que Bettina est au Palais, la prospérité est revenue dans les États du Prince. L’ex-gardeuse de dindons est entourée de tant de prévenances qu’elle passe bientôt pour la maîtresse du souverain. Ce dernier, qui s’inquiète pour l’avenir, voudrait épouser (chastement) sa mascotte afin de la garder près d'elle.
Pippo déguisé vient au château afin de retrouver son amoureuse. Reconnu, il est jeté en prison où il reçoit la visite de Fiametta. Celle-ci, qui avait été impressionnée à la ferme par la belle allure du berger, se laisserait volontiers séduire. Elle réussit à le rendre jaloux de Bettina et à se faire surprendre dans ses bras par Laurent XVII et les courtisans. Pour éviter le scandale, le Prince anoblit Pippo et épousera Fiametta. Bettina, jalouse à son tour, accepte d’accorder sa main au vieux monarque. Fritellini, congédié, quitte le Palais en proférant des menaces. Mais au moment où la double union va se concrétiser, Pippo et Bettina, comprenant qu’on se joue d’eux,  s’enfuient par une fenêtre…

### Acte III
Rien ne va plus pour Laurent. À la tête de son armée, Fritellini lui inflige défaite sur défaite. Il est vrai que Pippo et Bettina ont rejoint ses rangs. Laurent et Fiametta se sont enfuis du Palais, déguisés en mendiants. Ils arrivent aux abords du camp de Fritellini à l’instant où l’on célèbre le mariage du capitaine Pippo et de Bettina. Le Prince révèle à Pippo les dons de son épouse et tente de le convaincre de ne pas consommer le mariage. Rocco, pour se venger du souverain déchu, le pousse au contraire à rejoindre sa femme. Pippo hésite, hésite… mais l’amour l’emporte et Bettina perd bientôt… ses dons.
Les fugitifs sont reconnus et arrêtés. Fiametta  et Fritellini se réconcilient. L’allégresse devient générale lorsqu’on apprend que les dons d'une mascotte se transmettent de mère en fille.

## Rôles
| Rôle                                               | Voice type    | Créateur du rôle, 28 décembre 1880 (chef d'orchestre : Marius Baggers) |
| -------------------------------------------------- | ------------- | ---------------------------------------------------------------------- |
| Bettina, gardeuse de dindons                       | mezzo-soprano | Grisier-Montbazon                                                      |
| Fiametta, fille de Laurent XVII                    | soprano       | Dinelli                                                                |
| Prince Fritellini, fiancé de Fiametta              | tenor         | Charles Lamy                                                           |
| Pippo, berger                                      | baryton       | Louis Morlet                                                           |
| Laurent XVII, prince                               | baryton       | Paul Hittemans                                                         |
| Rocco, fermier                                     | tenor         | Raucourt                                                               |
| Parafante, sergent                                 | baryton       | Pescheux                                                               |
| Mathéo, aubergiste                                 | basse         | Desmonts                                                               |
| Paysans, seigneurs et dames de la cour, soldats... |               |                                                                        |

## Numéros
Acte I
- Ouverture
- Chœur « La vendange se termine »
- Couplets du vin doux « Il fait fuir l’humeur morose » (3 paysannes)
- Ballade « Un jour le diable… ces envoyés du Paradis » (Pippo, chœur)
- Entrée « Allons la belle » et Couplets « N’avancez pas ou je tape » (Bettina)
- Chœur « On aime à voir après la chasse » et Couplets des présages « Les gens sensés et sages » (Laurent)
- Couplets « Ah ! qu’il est beau » (Fiametta)
- Couplets du ‘je ne sais quoi’ « D’un athlète ou d’un villageois » (Fritellini, Fiametta)
- Duetto des dindons et des moutons (Bettina, Pippo)
- Final I « On sonne, on sonne » (tous)

Acte II
- Entr’acte ;
- Chœur « Qu’elle est belle »
- Couplets des pages « Excusez mon audace extrême »
- Entrée « Ah laissez-moi! » (Bettina, Laurent) et couplets « Que je regrette mon village » (Bettina)
- Chœur « Ah ! quel spectacle charmant » et air de Saltarello « Salut à vous seigneurs ! » (Pippo)
- Duetto « Sais-tu que ces beaux habits-là » (Pippo, Bettina)
- Couplets « Des courtisans qui passeront » (Fritellini)
- Couplets « Chasser le cerf au son du cor » (Laurent)
- Final : « C’est le futur de la princesse » et Chanson du capitaine « Un jour un brave capitaine » (Bettina, chœur)

Acte III
- Entr’acte ; Chœur de soldats « Verse, verse à boire »
- Entrée du Prince « Très bien ? bonjour, soldat » (Fritellini) et Couplets du tambour « De nos pas marquant la cadence » (Fritellini)
- Entrée des chanteurs ambulants « Ne tremblez pas braves gens » et Chanson de l’orang-outang « Le grand singe d’Amérique » (Fiametta)
- Entrée de la noce et Ariette « Je touche au but » (Pippo)
- Quatuor « Quoi Pippo! quand je vous réclame » (Bettina, Pipo, Laurent, Rocco)
- Final III  » Pourquoi donc crier ainsi » (tous)